# Tabuik

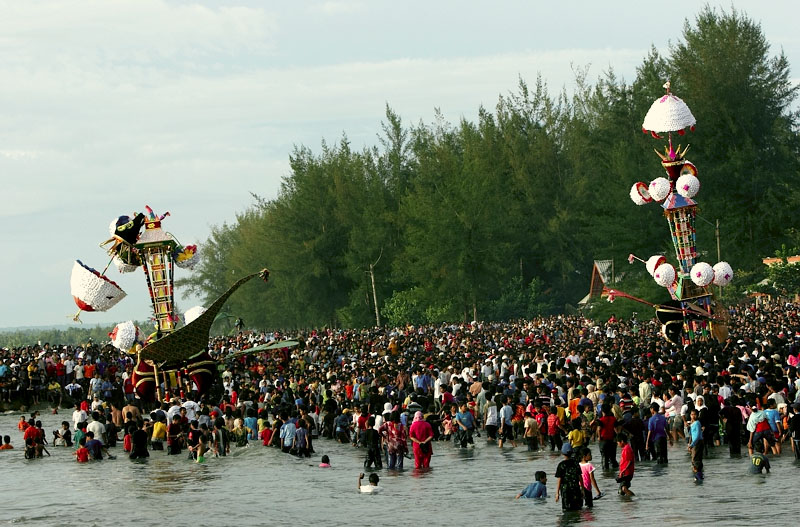
Tabuik-Fest in Pariaman

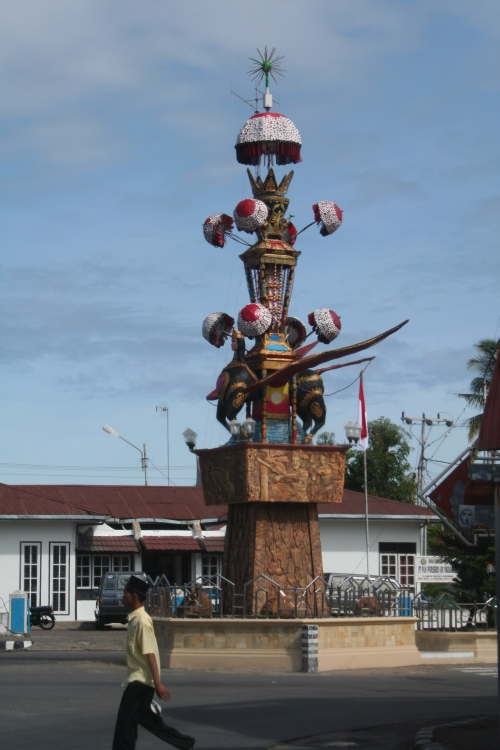
Ein Tabuikmonument im Zentrum von Pariaman

Tabuik (minangkabauisch), auch indonesisch tabut, ist die lokale Variante der Taʿziye und gehört zu den schiitischen Trauerzeremonien zu Muharram beim Volk der Minangkabau an der Westküste Sumatras in der Provinz Sumatra Barat in Indonesien. Zentrum der Feierlichkeiten sind die Städte Pariaman und Bengkulu. Begleitet werden die theatralischen Inszenierungen und Prozessionen von dem aus Trommeln bestehenden Dol Tasa-Ensemble.